# 北島伝四郎
北島 伝四郎（傳四郎、きたしま でんしろう、1863年11月22日（文久3年10月12日）- 1924年（大正13年）9月16日）は、明治から大正期の裁判官、弁護士、地主、政治家。衆議院議員。本姓・北嶋。

## 経歴
出羽国秋田郡浦大町村字里ケ久（秋田県秋田郡浦大町村、南秋田郡浦大町村、面潟村浦大町を経て現八郎潟町浦大町）で、地主、素封家・北島吉右衛門の二男として生まれた。宇野弥三郎、谷田部吉次に師事し和漢学、英語を修めた。1886年（明治19年）上京して英吉利法律学校（現中央大学）で学び、1889年（明治22年）9月に卒業。
1889年12月27日、判事試補に任官し弘前始審裁判所詰となる。以後、弘前区裁判所判事兼青森地方裁判所判事、秋田区裁判所監督、本荘区裁判所監督、大曲区裁判所監督、沼津区裁判所判事、横浜地方裁判所判事を歴任。1898年（明治31年）2月に退官した。その後、弁護士登録を行う。
1898年3月、第5回衆議院議員総選挙（秋田県第1区）で当選し、衆議院議員に1期在任した。その後、弁護士として活動。また、山本郡富根村（二ツ井町を経て現能代市）の原野36ヘクタールを購入して水田化に取り組んだ。
1924年9月、面潟の自宅で死去した。

## 国政選挙歴
- 第5回衆議院議員総選挙（秋田県第1区、1898年3月、進歩党）当選[6]
- 第6回衆議院議員総選挙（秋田県第1区、1898年8月、憲政本党）次点落選[6]
- 第7回衆議院議員総選挙（秋田県郡部、1902年8月）落選[1]